# Loana Lecomte
Loana Lecomte (Annecy, 8 de agosto de 1999) es una deportista francesa que compite en ciclismo de montaña en la disciplina de campo a través.

## Trayectoria
Ganó cinco medallas en el Campeonato Mundial de Ciclismo de Montaña entre los años 2019 y 2024, y dos medallas en el Campeonato Europeo de Ciclismo de Montaña, en los años 2020 y 2022.
Participó en dos Juegos Olímpicos de Verano, en los años 2020 y 2024, ocupando el sexto lugar en Tokio 2020, en la prueba individual.
En la Copa del Mundo de Ciclismo de Montaña obtuvo trece victorias: una en 2020, cinco en 2021, tres en 2022, dos en 2023 y dos en 2024.
Estudió Ciencias del Deporte en la Universidad Saboya Mont Blanc.

## Medallero internacional
| Campeonato Mundial | Campeonato Mundial        | Campeonato Mundial | Campeonato Mundial         |
| Año                | Lugar                     | Medalla            | Competición                |
| ------------------ | ------------------------- | ------------------ | -------------------------- |
| 2019               | Mont-Sainte-Anne (Canadá) | Medalla de bronce  | Campo a través por relevos |
| 2020               | Leogang (Austria)         | Medalla de oro     | Campo a través por relevos |
| 2023               | Glasgow (Reino Unido)     | Medalla de plata   | Campo a través             |
| 2023               | Glasgow (Reino Unido)     | Medalla de plata   | Campo a través por relevos |
| 2024               | Pal Arinsal (Andorra)     | Medalla de plata   | Campo a través por relevos |
| Campeonato Europeo |                           |                    |                            |
| Año                | Lugar                     | Medalla            | Competición                |
| 2020               | Monteceneri (Suiza)       | Medalla de plata   | Campo a través por relevos |
| 2022               | Múnich (Alemania)         | Medalla de oro     | Campo a través             |